# Дифенилацетиленбис(трифенилфосфин)платина
Дифенилацетиленбис(трифенилфосфин)платина — металлоорганическое соединение
платины
с формулой Pt(C6H5C≡CC6H5)[P(C6H5)3]2,
кремовые кристаллы.

## Получение
- Реакция дихлоробис(трифенилфосфин)платины и дифенилацетилена в присутствии гидразина:

{\displaystyle {\mathsf {2PtCl_{2}[P(C_{6}H_{5})_{3}]_{2}+2C_{6}H_{5}C{\equiv }CC_{6}H_{5}+4N_{2}H_{4}\ {\xrightarrow {}}\ }}}
{\displaystyle {\mathsf {{\xrightarrow {}}\ 2Pt(C_{6}H_{5}C{\equiv }CC_{6}H_{5})[P(C_{6}H_{5})_{3}]_{2}+N_{2}+2[N_{2}H_{6}]Cl}}}

## Физические свойства
Дифенилацетиленбис(трифенилфосфин)платина образует кремовые кристаллы
триклинной сингонии,
пространственная группа P 1,
параметры ячейки a = 1,132 нм, b = 1,583 нм, c = 1,334 нм, α = 112,85°, β = 113,43°, γ = 83,66°.
Устойчив на воздухе.
Не растворяется в спиртах и эфире.
Растворяется в бензоле и дихлорметане.